# (3231) Mila
(3231) Mila es un asteroide perteneciente al cinturón de asteroides, descubierto el 4 de septiembre de 1972 por la astrónoma ucraniana Liudmila Zhuravliova desde el Observatorio Astrofísico de Crimea (República de Crimea).

## Designación y nombre
Designado provisionalmente como 1972 RU2. Fue nombrado Mila en honor a la patinadora sobre hielo soviética rusa Lyudmila Pakhomova.